# Петър Преспанско-Пелагонийски
Петър (на македонска литературна норма: Петар Преспанско-пелагониски) е духовник на Македонската православна църква, охридско-битолски митрополит от 1981 година (от 1994 г. – преспанско-пелагонийски) в Битоля.

## Биография
Роден е в 1946 година в село Богомила, тогава в Югославия, днес в Северна Македония със светското име Йован Каревски (Јован Каревски) в многодетно семейство на Дане Карев, крояч с осем деца. Завършва основно училище в Богомила в 1961 г. и на 15 години се записва в средното богословско училище во Призрен, което завършва в 1966 година, а четири години по-късно и Богословския факултет на Белградския университет. Преподава в средното богословско училище в Драчево. Секретар е на Положко-Кумановската епархия и свещеник в „Свети Димитър“, Скопие.
В 1979 година започва да учи в Григорианския факултет в Рим, който го завръшва с труда „Теологията на Св. Климент Охридски в неговите написани дела“.
Избран е за митрополит преспанско-битолски през април 1981 година. По-късно е избран и за администратор на Австралийско-Новозеландската епархия. Преди изборите през 1998 година митрополит Петър откровено агитира за ВМРО – ДПМНЕ. Кандидат е за глава на Македонската православна църква и губи от Стефан.